# Голубое и зелёное
«Голубое и зелёное» — советский телевизионный фильм 1970 года, снятый режиссёром Виктором Гресем на киностудии им. Довженко. По мотивам одноимённого рассказа Юрия Казакова.

## Сюжет
Экранизация одноименного рассказа Юрия Казакова, написанного от лица Алексея: о первой любви, о юности и грустном прощании с ней. Алексей впервые в жизни влюбляется и обожает свою девушку Лилю. Но вскоре она выходит замуж за другого…

## В ролях
- Валентина Скрибка — Лиля
- Сергей Суховерхов — Алёша
- Сергей Иванов — Митя
- Ирина Кихтёва — знакомая Мити
- Владимир Петров — Виктор
- Лев Перфилов — Лев
- Маргарита Криницына — тётя Алёши
- Витольд Янпавлис — официант

## Съёмочная группа
- Режиссёр: Виктор Гресь
- Сценарист: Юрий Казаков
- Оператор: Виталий Зимовец
- Художник: Эдуард Шейкин
- Звукорежиссёр: Анатолий Ковтун
- Композитор: Эдуард Хагагортян

## Награды
- Диплом жюри Виктору Гресю за творческий поиск на кинофестивале «Молодые — молодым» в Днепропетровске (1971)[1]